# Abbaye Saint-Gildas-des-Bois
L'ancienne abbaye de Saint-Gildas-des-Bois se situe sur la commune du même nom, dans le département français de la Loire-Atlantique et la région des Pays de la Loire. L'église abbatiale est classée monument historique le 30 décembre 1994 alors que les autres bâtiments sont inscrits monument historique le 2 juillet 2003.

## Présentation
La fondation de cette abbaye s'inscrit dans un projet plus large de nouvelle vague d'évangélisation, entrepris vers l'an mil par l'abbaye de Cluny, alors la capitale spirituelle de l'Europe.

### Historique
La fondation de l'abbaye bénédictine de Saint-Gildas-des-Bois date du début du XIe siècle. Elle est due à la volonté de Félix, abbé de Saint-Gildas de Rhuys, qui entreprend d'évangéliser le sud de la Bretagne après des années de tourmente liées aux invasions des Vikings, en y implantant des communautés monastiques, destinées à devenir les foyers de la vie évangélique.
Il convainc Simon Ier, seigneur de la Roche-Bernard, d'autoriser la fondation d'une abbaye nouvelle sur son domaine de Lampridic : l'abbaye Saint-Gildas-des-Bois. Pour ce faire, Simon de la Roche fait appel à l'abbaye Saint-Sauveur de Redon. L'abbé Catwallon, qui la dirige de 1009 à 1041, en détache en 1026 (selon un acte faux qui ne doit pas être antérieur à 1039) huit de ses moines pour constituer le premier noyau de la communauté, avec à sa tête Helogon, qui devient ainsi le premier abbé de Saint-Gildas-des-Bois. Helogon touchera un revenu annuel de trois mille cinq cents francs et aura le droit d'officier avec les ornements pontificaux. Les moines doivent dans un premier temps utiliser l'église primitive de Lampridic, qui existe vraisemblablement depuis le VIe siècle.
Simon de la Roche et Helogon se rendent en personne à l'abbaye de Saint-Gildas de Rhuys et en ramènent les reliques de Saint Gildas. Elles seront conservées dans un reliquaire, qui disparaîtra dans les premiers temps de la Révolution française. Ces reliques attirent dans l'église primitive les pèlerins venus vénérer le saint thaumaturge, qui a la réputation de pouvoir guérir la folie, appelée le « mal de saint Gildas ». La foule se presse tout spécialement les trois jours de pardon dans l'année : le 29 janvier, jour de la mort du saint, le 11 mai, jour du retour de son corps à Rhuys et le 1er juillet, jour de l'arrivée de ses reliques à Lampridic.
Le succès du pèlerinage et l'affluence qu'il entraîne rendent au fil des ans l'église primitive inadaptée. Le besoin se fait sentir de construire un nouvel édifice, digne du saint qu'on vient y vénérer et suffisamment vaste pour y accueillir les pèlerins. C'est ainsi qu'à la fin du XIIe siècle, l'église abbatiale actuelle est bâtie, soit 150 ans environ après la fondation de l'abbaye. Elle est, dès sa construction et jusqu'à nos jours, un des monuments religieux les plus remarquables du Pays nantais de par l'unité de son style.
En novembre 1383, l'abbé Hervé II du Port fait une société de prières avec Robert Pépin, abbé de l'abbaye Notre-Dame du Tronchet
Au début du XVe siècle est construit le porche de la salle capitulaire, flanqué de deux fenêtres lobées. C'est dans cette salle du chapitre que le père abbé réunit quotidiennement ses moines, pour y lire un chapitre de la règle de saint Benoît ou prendre les décisions concernant la vie monastique.
En 1492, le roi de France Charles VIII, qui vient d'épouser la duchesse Anne de Bretagne, nomme abbé commendataire de Saint-Gildas, Jean Bohier, le recteur de Saint-Flour. Avec lui s'instaure à l'abbaye ce qu'on appelle « la commende » : désormais, l'abbé n'est plus élu par ses moines et ne réside plus à l'abbaye. Le monastère est placé sous la responsabilité d'un prieur, qui est renouvelé tous les trois ans. C'est à partir de là que commence le déclin de l'abbaye.
Elle se maintient toutefois jusqu'à la Révolution française, qui la supprime en 1790. Les bâtiments monastiques, reconstruits au XVIIIe siècle, sont alors rachetés par l'abbé Gabriel Deshayes pour y installer la maison-mère des  sœurs de l'instruction chrétienne de Saint-Gildas-des-Bois.

## Architecture

### Église abbatiale
Le matériau utilisé pour la construction de l'église abbatiale de Saint-Gildas-des-Bois est un grès ferrugineux communément appelé « roussard ». Il a la propriété de s'oxyder à l'humidité. Il se trouve à l'état de blocs compacts dans la région. Employé dans d'autres édifices religieux de cette époque (abbaye de Melleraie, etc.), c'est à Saint-Gildas qu'il est utilisé le plus systématiquement.
La façade principale est dans les premiers temps ajourée de simples fenêtres. En 1436, l'abbé Hervé de Beaudois ouvre dans le pignon, grâce aux libéralités de Jean V, duc de Bretagne, une grande baie, caractéristique de la « Renaissance bretonne ». Un siècle plus tard, un de ses successeurs, Guillaume Eder, la fait rétrécir et fait graver dans la pierre à cette occasion ses armoiries et la date : Anno Domini 1533. Le portail en arc brisé date du XIIe siècle, tout comme la tour carrée du transept, percée de deux fenêtres sur chaque face.
La nef, le transept et le chœur remontent à la fin du XIIe siècle et frappent par leur volonté de retour au dépouillement, bien dans l'esprit du temps qui voit l'essor de l'ordre cistercien, bien présent en Bretagne, même s'il s'agit ici d'une fondation bénédictine. La nef de six travées, couverte de charpente, s'ouvre sur les bas-côtés eux aussi charpentés par des arcs brisés à double rouleau retombant alternativement sur de grosses colonnes rondes et sur des piles quadrilobées. Sur la face côté nef de celles-ci, une demi-colonne engagée monte jusqu'à la hauteur du sommet des arcades avant de s'interrompre sans transition. Au-dessus le mur nu, sans articulation de travées, est percé de grandes fenêtres en arc brisé. La croisée de transept est montée sur des piles complexes. Les grands arcs à double rouleau retombent sur des piliers flanqués de colonnes engagées à chapiteau sculptés de motifs simples. Le chœur est formé de deux travées droites terminées par une abside à trois pans. Il est percé de sept fenêtres séparées par des colonnes engagées qui soutiennent la voûte. Celle-ci, tout comme celle du transept, a été construite ultérieurement en remplacement de la couverture de charpente originelle. Le chœur est meublé de 36 stalles de chêne datant du XVIIe siècle.
L'ancienne clôture des moines porte la date de 1711. Elle a été aménagée en porche intérieur, lors de la transformation en 1840 de l'ancienne église abbatiale en église paroissiale. La grille en fer forgé date du XVIIIe siècle.

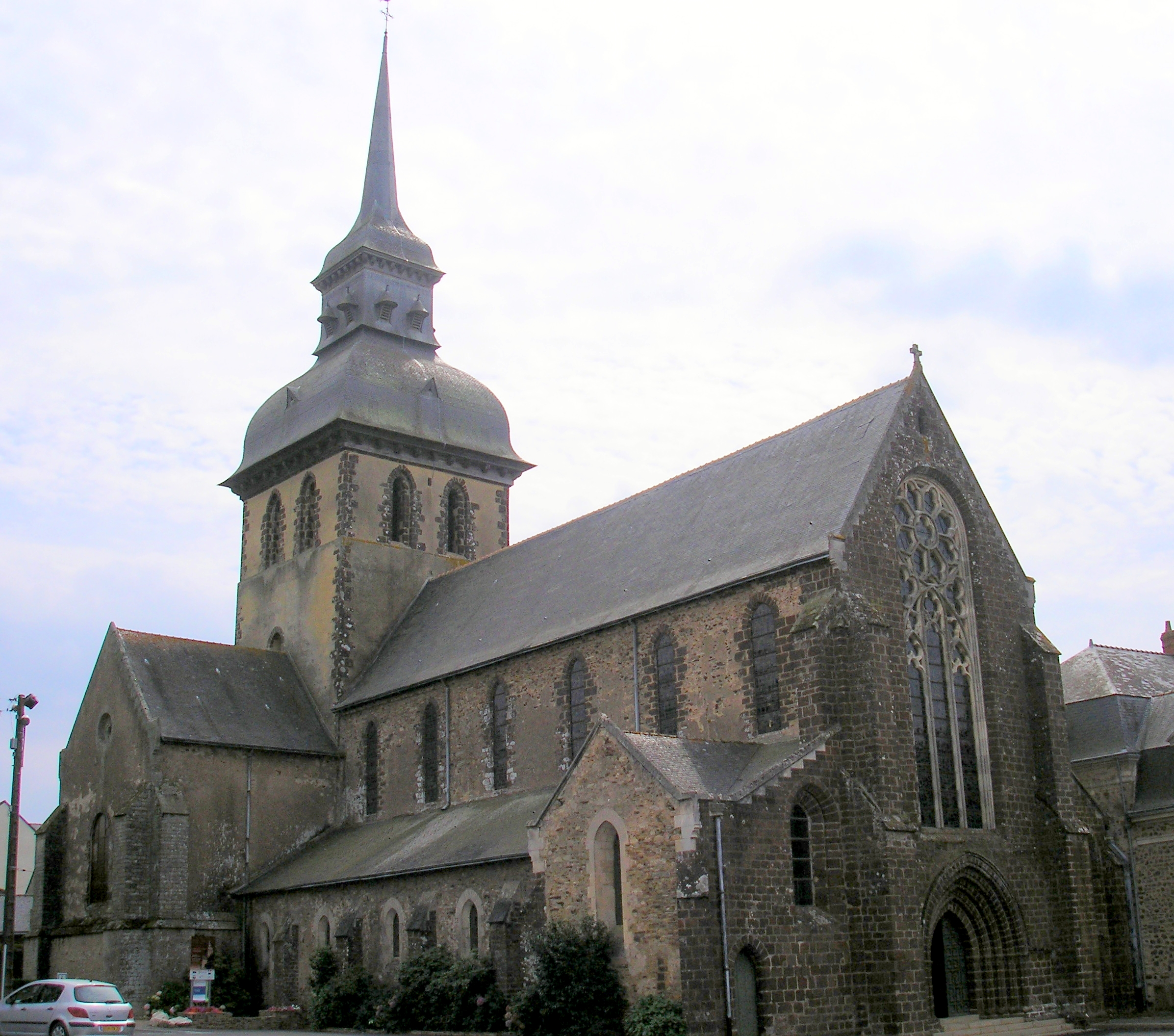
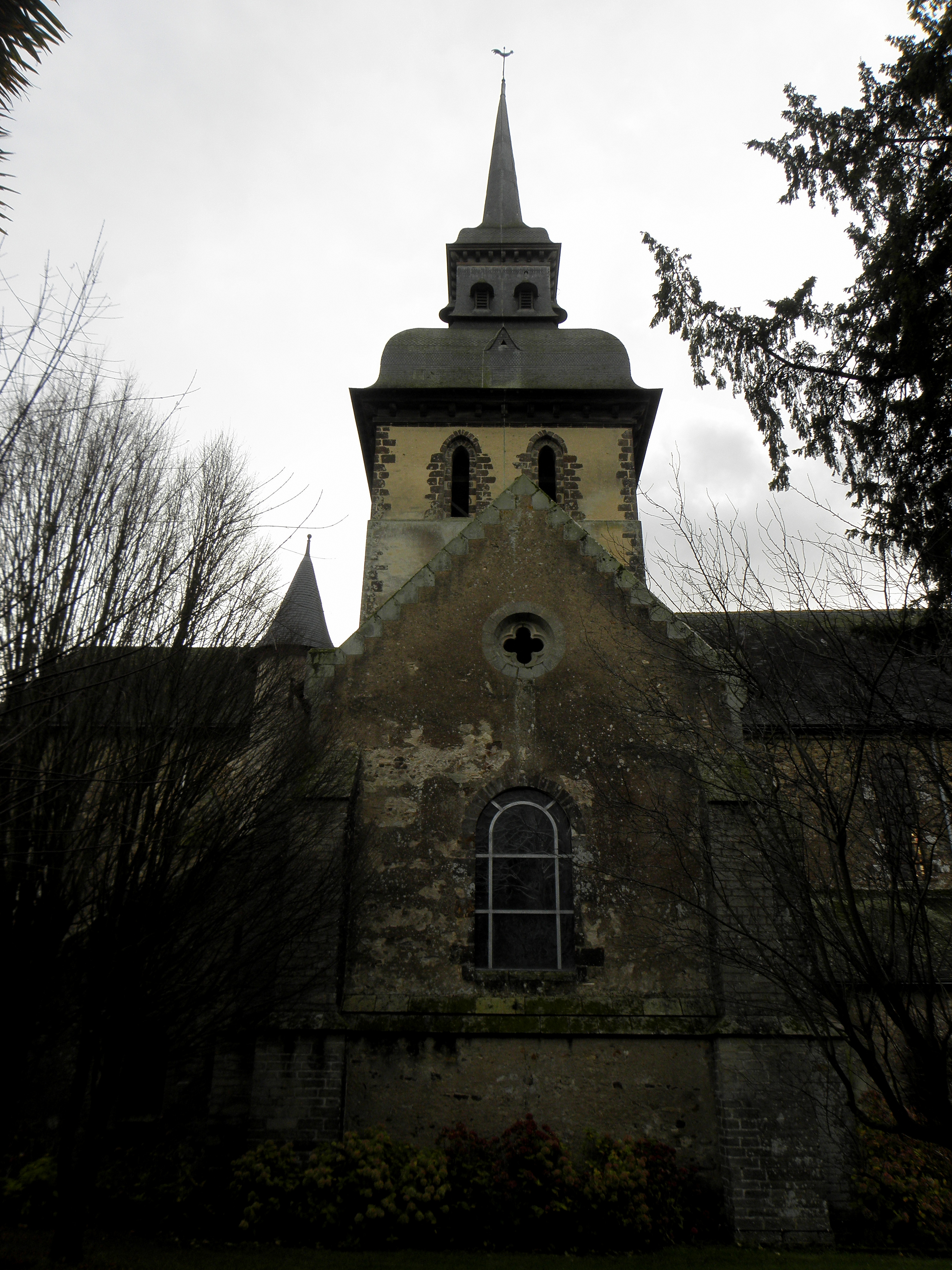
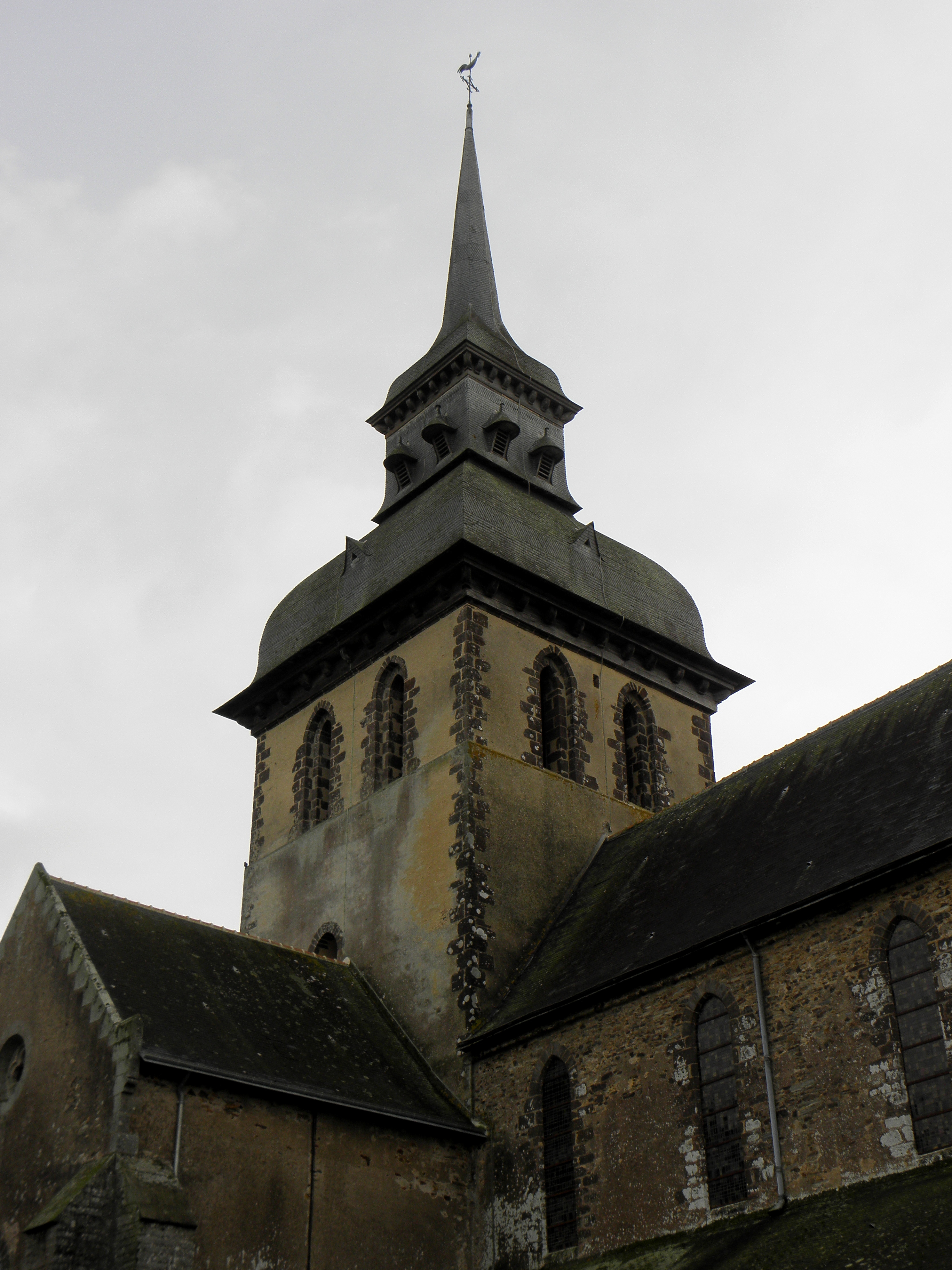
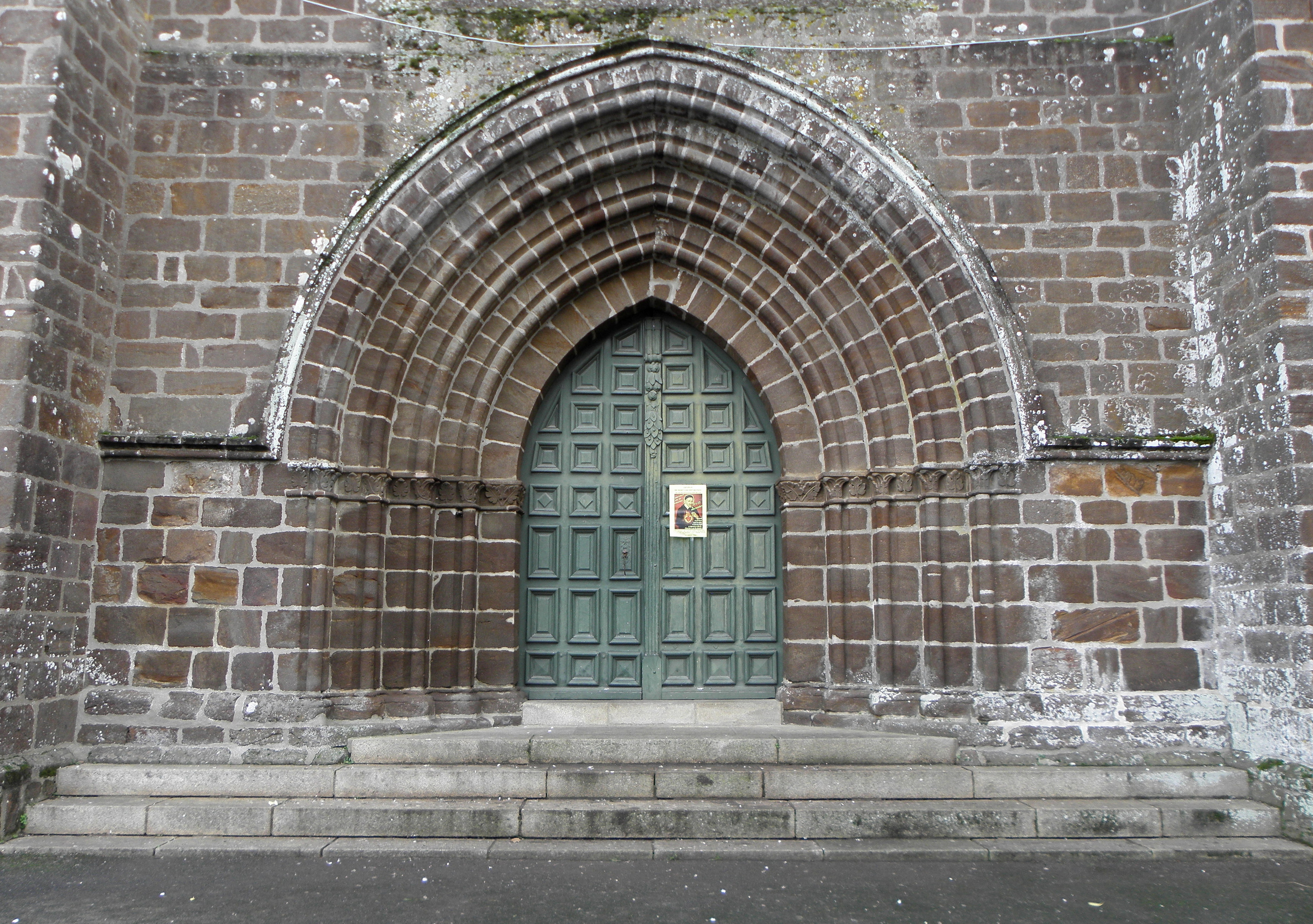

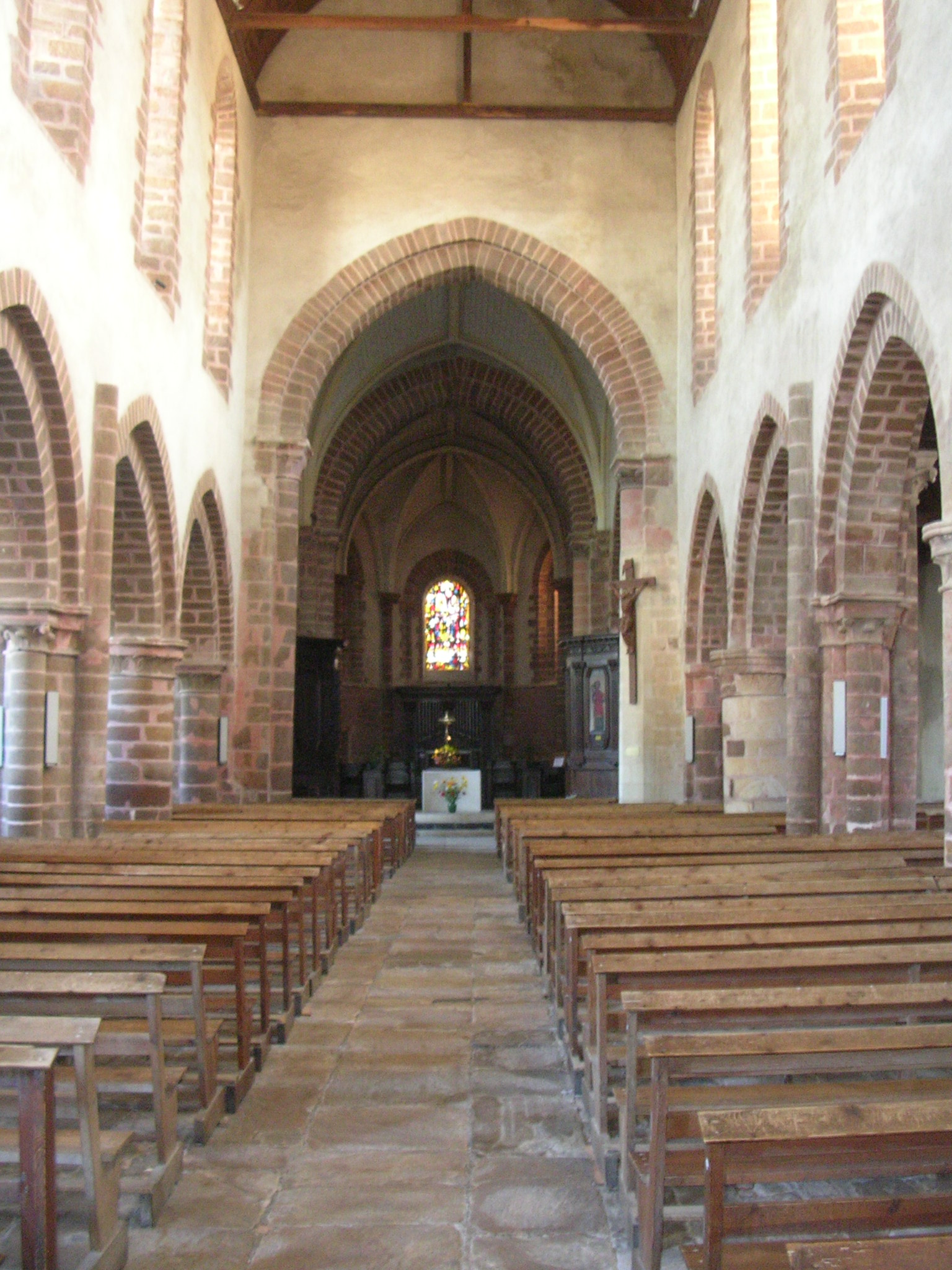
La nef.
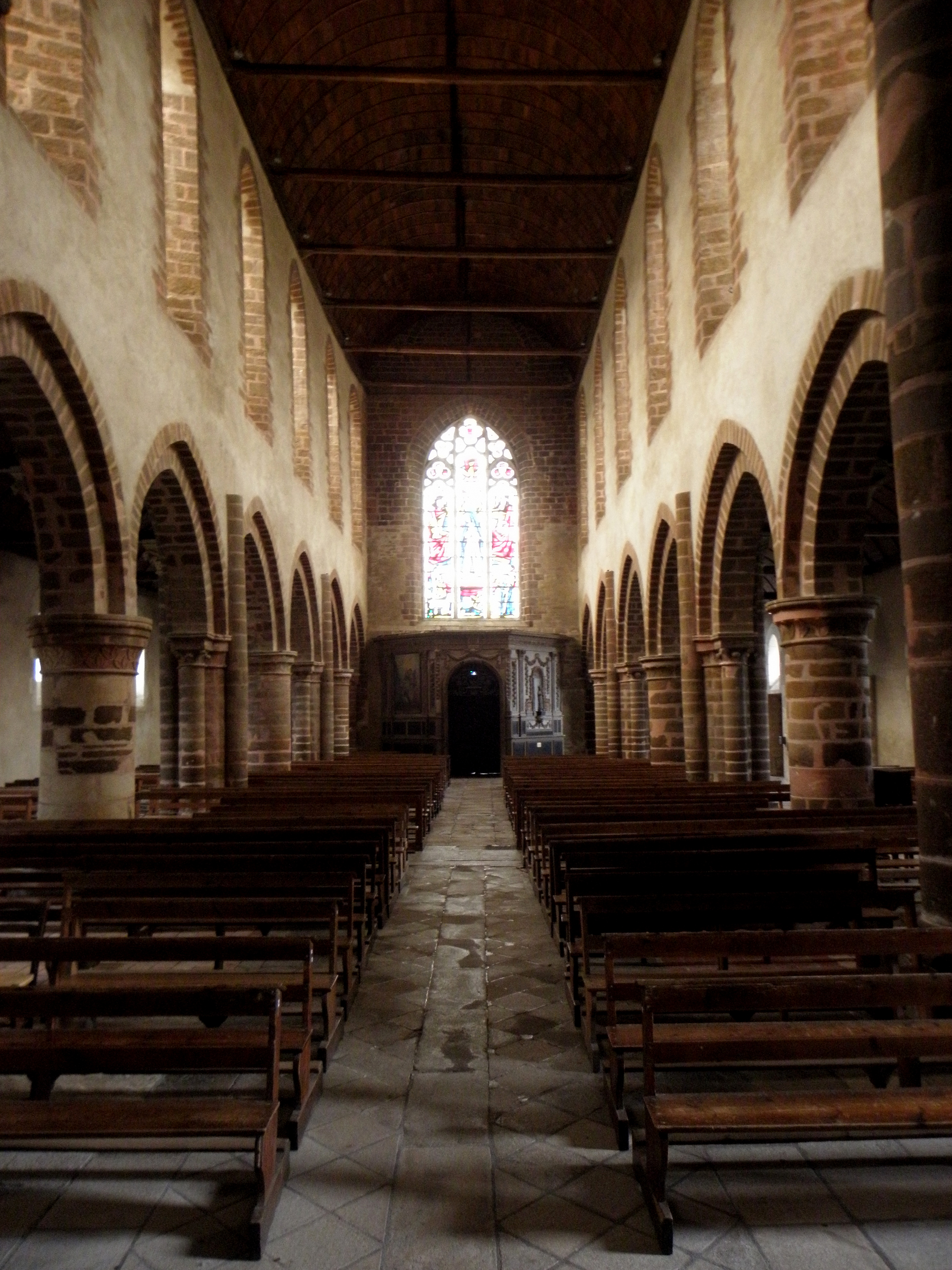
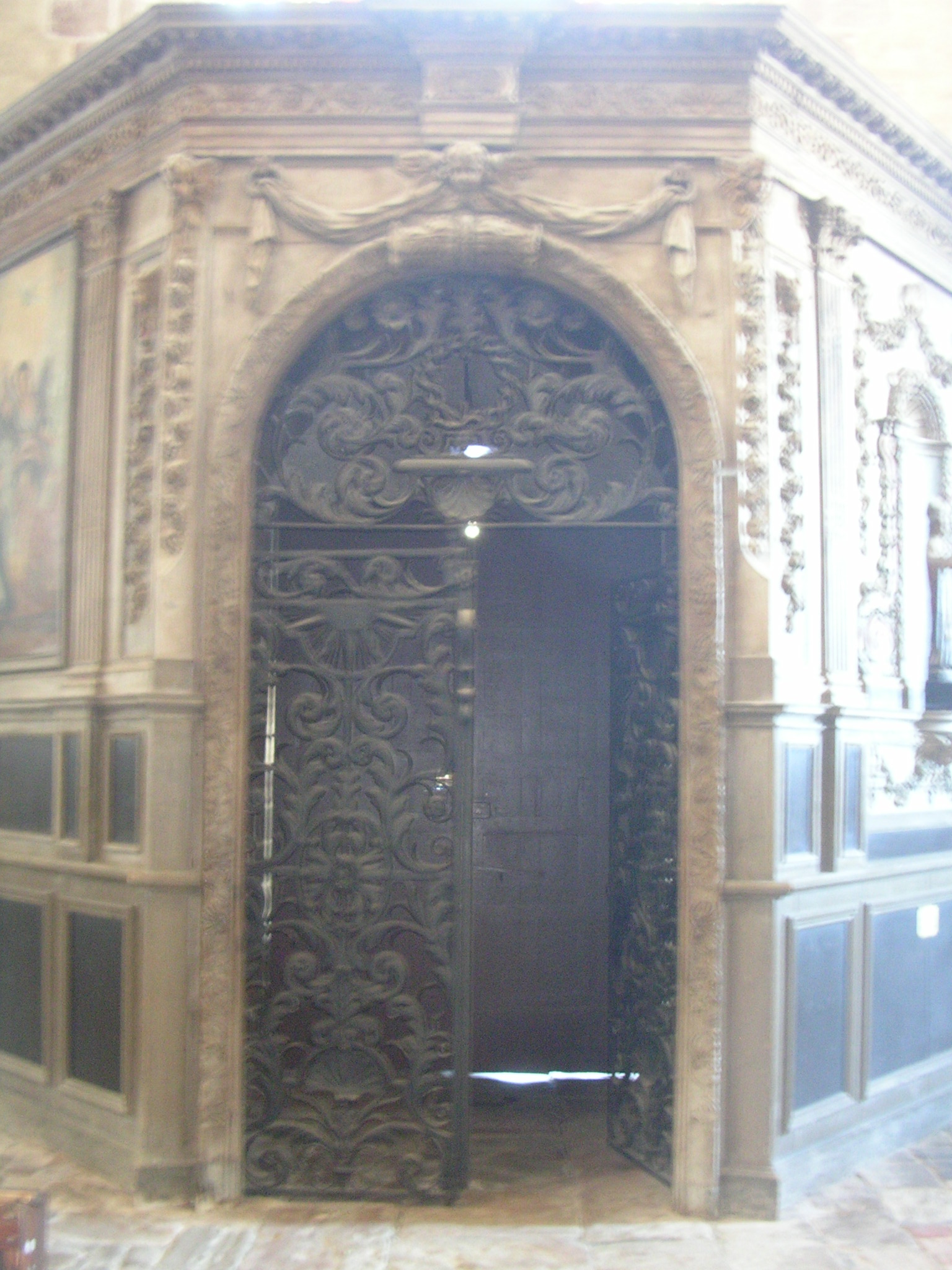
Le porche.
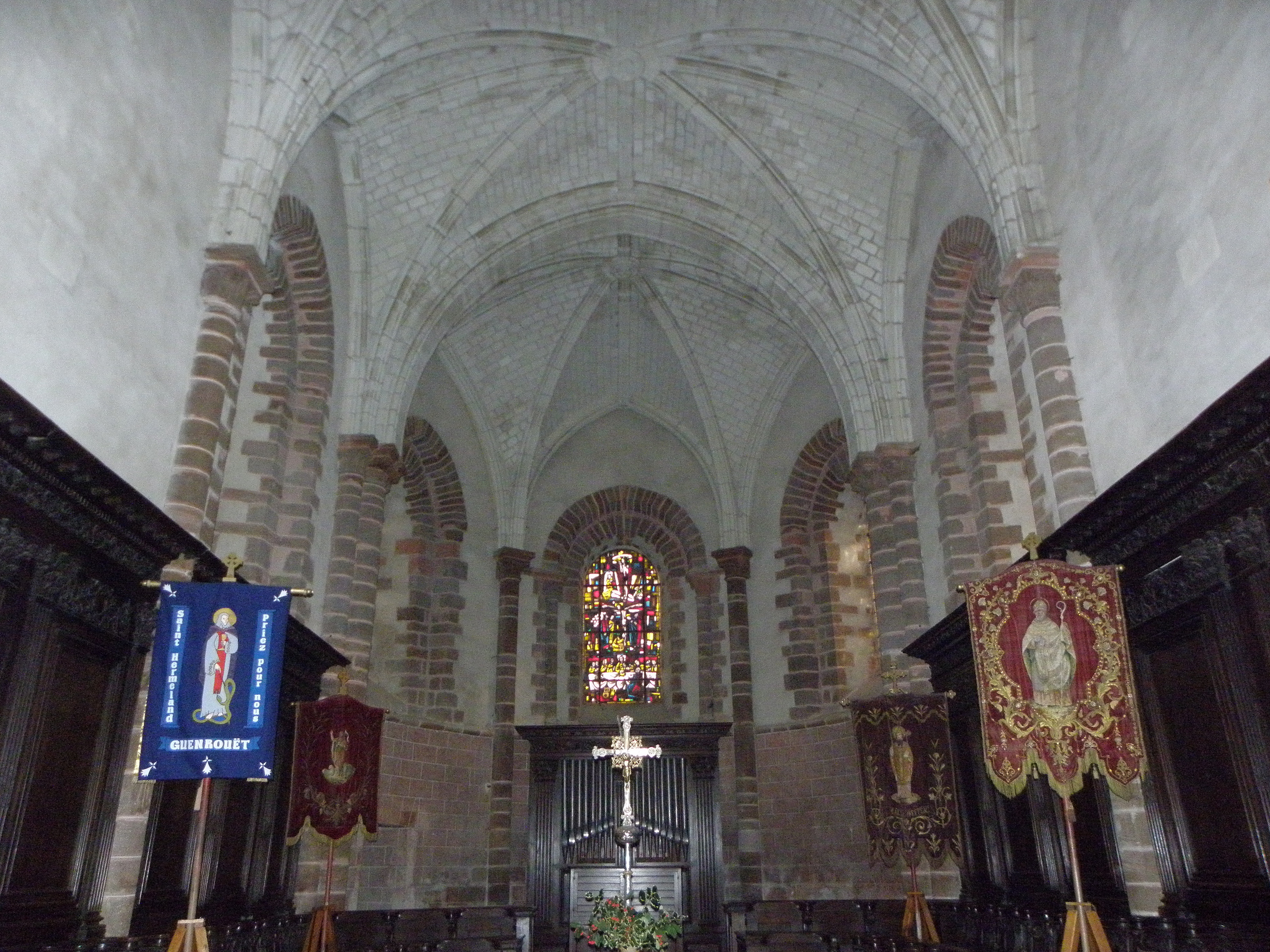
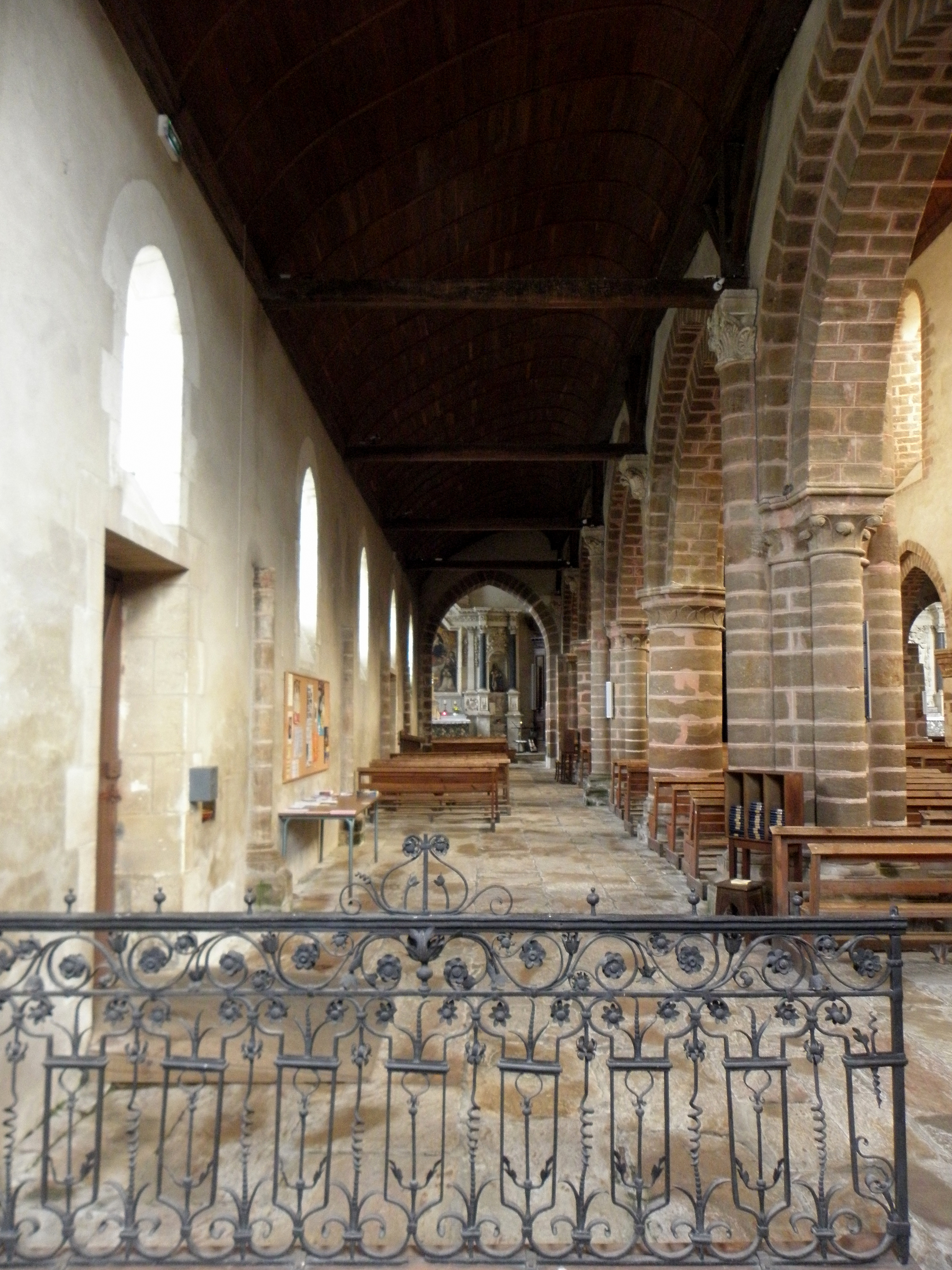

### Les vitraux

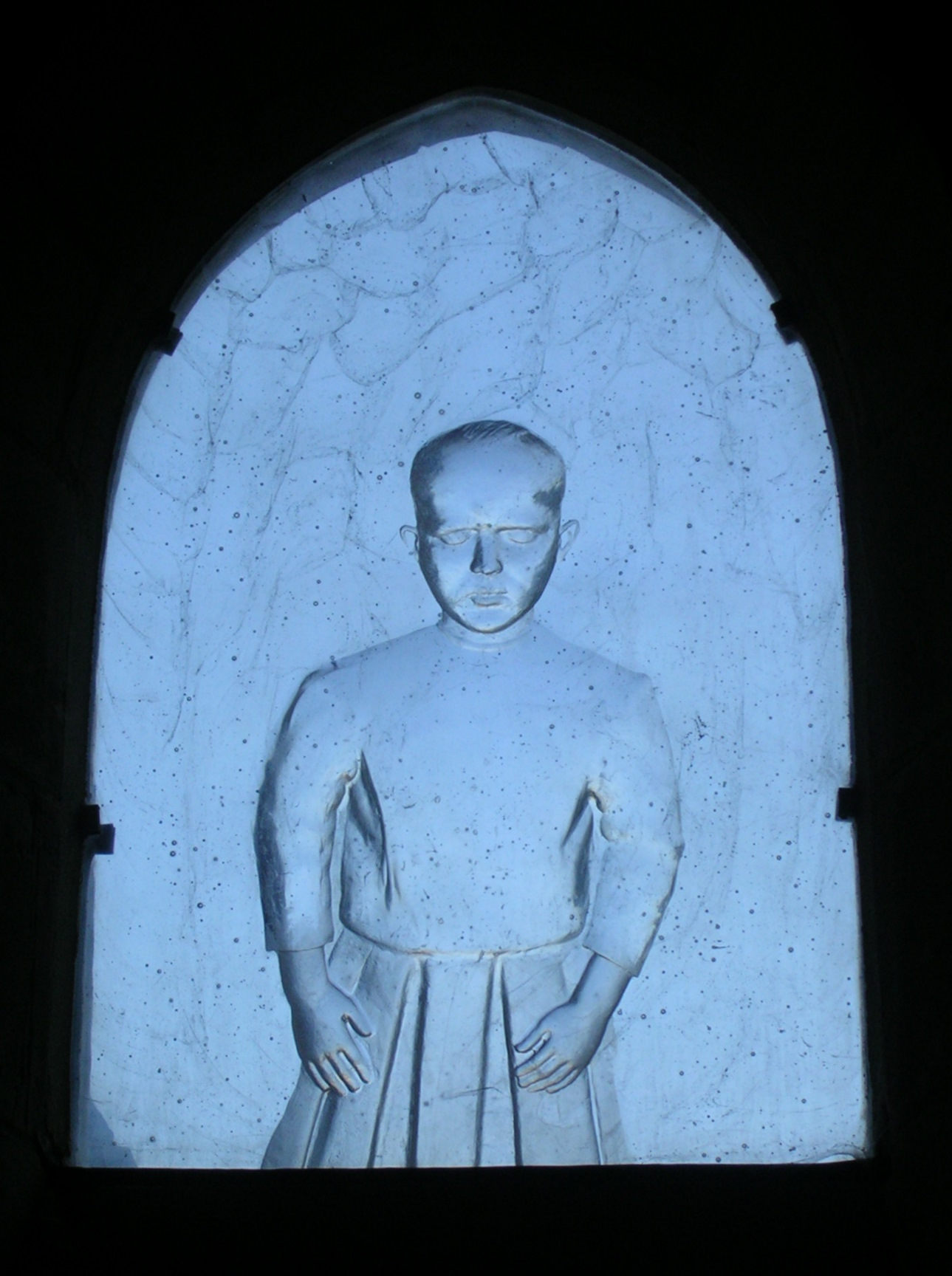
Vitrail en cristal monochrome transparent.

En août 1944, les armées de la libération foncent sur Nantes. Se constitue alors la poche de Saint-Nazaire. Le 12 août, Saint-Gildas-des-Bois subit un double bombardement aérien. La première bombe atteint le clocher de l'église abbatiale de plein fouet. La toiture de la tour s'effondre à la croisée du transept. Rongé par le feu, le beffroi connaît le même sort le lendemain, entraînant dans sa chute les quatre cloches. Les vitraux sont soufflés par l'explosion et les toitures gravement endommagées. Livrée aux intempéries pendant plusieurs années, l'abbaye se relève au prix de travaux qui s'efforcent de préserver sa physionomie d'origine.
Les vitraux situés dans les parties basses sont complètement détruits et, par manque de finances, remplacés par des verres cathédrale de peu d'intérêt esthétique. Quarante ans plus tard, en 2007, par la volonté d'amoureux du patrimoine, quatorze d'entre eux sont remplacés par des vitraux en cristal monochrome transparents représentant des enfants. L'ensemble du projet est conçu par Pascal Convert.
L'artiste a souhaité s'inspirer de la dédicace de Saint-Gildas, invoqué pour soigner la folie. Il s'est ainsi procuré, auprès des Archives nationales, des photos d'enfants tirées du livre Invention de l'hystérie, de Georges Didi-Huberman, ouvrage relatant les pratiques réalisées autour de l'hystérie à l'hôpital de la Salpêtrière du temps de Charcot. Les visages ont été modifiés afin de représenter les enfants les yeux clos, en situation de méditation. Ainsi sont nés les portraits figurant sur les vitraux. Les autres étapes de la réalisation ont été assurées par Claus Velte pour les matrices, Olivier Juteau pour la réalisation des dalles en cristal et Jean-Dominique Fleury, maître verrier.

## Personnalités liées à l'abbaye

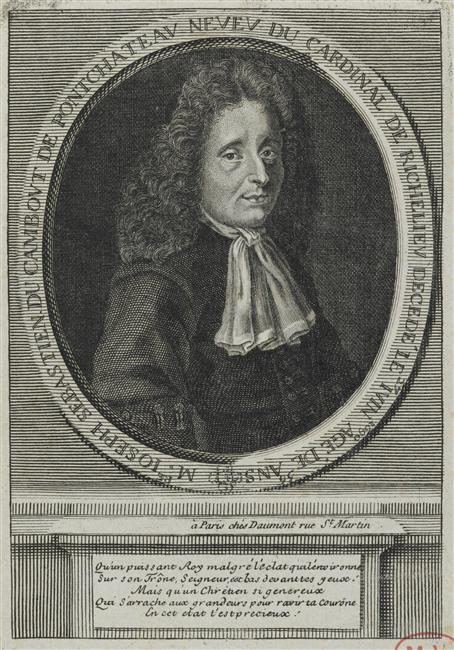
Sébastien-Joseph du Cambout de Pontchâteau (1634-1690).

- Sébastien-Joseph du Cambout « de Pontchâteau » (1634-1690).Sébastien-Joseph du Cambout de Coislin dit « de Pontchâteau » (1634-1690), arrière-petit-neveu du cardinal de Richelieu, abbé commendataire de Saint-Gildas-des-Bois, de la Vieuville et de Geneston, dont il se démet en 1665 « pour mener une vie pénitente et inconnue ».
- François Louvard, mauriste janséniste exilé à Saint-Gildas.